# 吉隆藏布
吉隆藏布，是恒河支流根德格河支流特里苏里河上游中國境內河段名稱，发源于西藏自治区日喀則市吉隆縣縣治宗嘎鎮西部。幹流先向東流，滙集諸多支流後於宗嘎鎮轉向南流。流經吉隆鎮後，於熱索瓦附近流入尼泊爾境內，改稱特耳蘇里。
特耳蘇里河於尼泊爾中部注入塞蒂河。塞蒂河流至婆羅多布爾改稱纳拉亞尼河，流入印度境內後，改稱根德格河。根德格河最終於帕特納注入恆河。